# Ramon Menezes
Pour les articles homonymes, voir Menezes.
Ramon Menezes Hubner, plus connu sous le nom de Ramon, est un footballeur brésilien, reconverti en entraîneur, né le 30 juin 1972. Il est l'actuel sélectionneur de l'équipe du Brésil des moins de 20 ans et de l'équipe olympique.

## Biographie

### Équipe brésilienne des moins de 20 ans
Ramon Menezes est nommé sélectionneur de l'équipe brésilienne des moins de 20 ans le 8 mars 2022, remplaçant André Jardine.

### Équipe olympique du Brésil
En plus de son rôle avec les moins de 20 ans, Menezes est nommé également sélectionneur de l'équipe brésilienne des moins de 23 ans le 5 juillet 2023 pour disputer les Jeux panaméricains et qualifier l'équipe pour les Jeux olympiques.
Sous son commandement, le Brésil remporte la médaille d'or aux Jeux panaméricains à Santiago le 4 novembre 2023.

### Intérim à la tête de la sélection brésilienne
Après le départ de Tite après l'échec de la coupe du monde 2022, Ramon Menezes est nommé entraîneur par intérim de la Seleção.
Il fait ses débuts à la tête de l'équipe face au Maroc le 25 mars 2023  (défaite 2-1), puis remporte son premier match face à la Guinée le 17 juin 2023 (4-1). Il s'incline une nouvelle fois lors de son dernier match en tant que sélectionneur national face au Sénégal le 20 juin 2023 (4-2).
Son mandat prend fin avec un bilan d'une victoire et deux défaites après l'annonce par la fédération brésilienne de l'arrivée au poste de sélectionneur de Carlo Ancelotti en juin 2024 et la nomination de Fernando Diniz comme sélectionneur intérimaire jusqu'à l'arrivée de l'italien.